# Four Flicks
Four Flicks är en DVD-box av Rolling Stones. Den spelades i under Rolling stones 40 licks tour.

## Dokumentär DVD
Den Första dvd:n innehåller en dokumentär som är inspelad innan Four Licks Tour 
Låtar 
1. Beast of Burden
2. You Don't Have To Mean It (Keith sjunger)
3. Rock Me Baby
4. Bitch
5. Can't Turn You Loose
6. Well Well

## Madison Square Garden (January 18, 2003) The arena show
1. Street Fighting Man
2. If You Can't Rock Me
3. Don't Stop
4. Monkey Man
5. Angie
6. Let It Bleed
7. Midnight Rambler
8. Thru and Thru (Keith sjunger)
9. Happy (Keith sjunger)
10. You Got Me Rocking
11. Can't You Hear Me Knockin'
12. Honky Tonk Woman
13. (I Can't Get No) Satisfaction
14. It's Only Rock N' Roll
15. When The Whip Comes Down
16. Brown Sugar
17. Jumpin Jack Flash

## Twickenham Stadium i London (24 augusti, 2003) The stadium show
1. Brown Sugar
2. You Got Me Rockin'
3. Rocks Off
4. Wild Horses
5. Can't Always Get What You Want
6. Paint It Black
7. Tumblin' Dice
8. Slipping Away (Keith sjunger)
9. Sympathy For The Devil
10. Starfucker
11. I Just Want To Make Love To You
12. Street Fighting Man
13. Gimme Shelter
14. Honky Tonk Woman
15. (I Can't Get No) Satisfaction
16. Jumping Jack Flash

## Olympiad Teatern i Paris (11 juli, 2003) The teatre show
1. Start Me Up
2. Live With Me
3. Neighbours
4. Hand of Fate
5. No Expectations
6. Worried About You
7. Doo Doo Heartbreaker
8. Stray Cat Blues
9. Dance Part
10. Everybody Needs Someone To Love
11. That's How Strong My Love Is
12. Going To A Go Go
13. The Nearness of You (Keith sjunger)
14. Before They Make Me Run (Keith sjunger)
15. Love Train
16. Respectable
17. Honky Tonk Woman
18. Brown Sugar
19. Jumping Jack Flash